# Soko (Miri)
Soko is een plaats en bestuurslaag op het 4de niveau (kelurahan/desa).
Soko ligt centraal in het onderdistrict (kecamatan) Miri in het regentschap Sragen van de provincie Midden-Java, Indonesië. 
Soko  telt 4.074 inwoners (volkstelling 2010) en ligt ten zuiden van het stuwmeer in de Kali Serang, Waduk Kedung Kancil (Kasus Kedung Ombo).
Binnen de desa Soko liggen 14 dorpen en gehuchten.
Bagor · Brojol · Doyong · Geneng · Gilirejo · Gilirejo Baru · Girimargo · Jeruk · Soko · Sunggingan
Gemolong · Gesi · Gondang · Jenar · Kalijambe · Karangmalang · Kedawung · Masaran · Miri · Mondokan · Ngrampal · Plupuh · Sambirejo · Sambung Macan · Sidoharjo · Sragen · Sukodono · Sumberlawang · Tangen · Tanon